# Nandini Harinath
Nandini Harinath är en indisk raketforskare vid ISRO:s (Indian Space Research Organisation) satellitcenter i Bangalore..
2013 ledde Harinath arbetet med Indiens första rymdsond till mars vilken har beskrivits som en stor framgång.

## Biografi
Nandini Harinaths första kontakt med vetenskapen var genom tv-serien Star Trek. Hennes mor är mattelärare och hennes far ingenjör med stort intresse för fysik och familjen delade intresset för science fiction och Star Trek.
Hon har två döttrar.

## Karriär
ISRO var det första jobbet hon sökte och hon har nu arbetat med 14 rymdexpeditioner och arbetat vid ISRO i 20 år.
Hon är projektledare för rymdexpeditionsdesign och har varit biträdande chef för expeditionen Mars Orbiter Mission (MOM), kallad Maangalyaan. 

## Publikationer
1. A Mechanism for Observed Interannual Variabilities over the Equatorial Indian Ocean[6]
2. Resourcesat-1 mission planning, analysis and operations—Outline of key components[6]